# 消極的快樂、電鋸的邊緣
《消極的快樂 電鋸的邊緣》是2001年角川書店發行的日本小說家瀧本龍彥的青春奇幻小説。作為瀧本龍彥的出道之作，獲得第5屆角川學園小說大獎特別獎。2002年推出共10回的廣播劇。2008年推出漫畫版和真人電影版。

## 故事設定
平凡的高中生山本陽介在買東西的歸途中遇到和手持電鋸的男人作戰的女子高中生雪崎繪理。打算改變自己的陽介，加入了繪理每晚為擊退電鋸男的戰鬥…。

## 登場人物
山本 陽介
声：原田篤
本作主人公。高中2年級生。從2年級開始成績很差，過著無目標無夢想的寄宿生活。
雪崎 繪理
声：占部房子
本作女主角。與山本不同的高中的1年級生。從家人的喪禮回家時遭遇電鋸男，突然得到了超乎常人的體能。認為打倒電鋸男才能真的得到幸福，在每個飄雪之夜與電鋸男展開著勢均力敵的死鬥。
渡邊
声：新田亮
山本的友人。與山本一樣的不良學生，做什麼都是半途而廢。自稱自己有才能而對很多事情都有興趣，不過，哪個都沒有成功。
能登 弘一
声：真島秀和
山本・渡邊的友人。由於摩托車事故死去。有著獨特的善惡感情，對自我不忠實，逃避自我的人感到震怒。
電鋸男
手持電鋸的神秘的男人。每天夜間出現與雪崎繪理奮戰著。長生不老，臉是年輕人還是老人不清楚，但是與繪理一樣有著妖怪般的身體素質。
加藤先生
声：モロ師岡
宿舍的管理員大姐
声：佐藤真弓

## 電影
第4屆日本電影天使大獎佳作獎。

### 演員
- 山本陽介：市原隼人
- 雪崎繪里：關惠美
- 電鋸男：新上博巳
- 渡邊：浅利陽介
- 能登：三浦春馬
- 宿舍的管理員大姐・裕美：野波麻帆
- 加藤先生：板尾創路

- C組的港：堀井茶渡
- D組的鳥越：坂田直貴

### 制作人員
- 導演：北村拓司
- 編劇：小林弘利
- 音楽：高橋哲也
- 撮影：小林元
- 美術：川村泰代
- 録音：横井一氏工
- 製片人：松村傑、廣瀬和宏、山本章
- 製作發行：日活、Digital frontier

### 主題歌
- GReeeeN「BE FREE」

### 外部連結
- 電影官方網站 （页面存档备份，存于）（日語）

## 小說

### 日文版
- 單行本：2001年11月　ISBN 4048733389
- 文庫本：2004年6月　ISBN 4043747012

### 中文版
- Fantastic Novels：2006年9月29日　ISBN 9861741631

## 漫畫

### 日文版
- 第1冊：2008年1月  ISBN 4047150193
- 第2冊：2008年6月  ISBN 4047150673

### 中文版
- 第1冊：2009年1月23日  ISBN 9789861749808
- 第2冊：2009年6月30日 ISBN 9789862371459